# Lommersdorf
Lommersdorf ist ein Ortsteil der Gemeinde Blankenheim (Ahr) im Kreis Euskirchen in Nordrhein-Westfalen. Der Ort liegt unweit des Autobahnendes der A 1.

## Geschichte
Lommersdorf wurde 975 erstmals urkundlich erwähnt als in villa Lumeresdorph in comitatu Zulpiche. Als Teil einer römischen Siedlung entstand im 5. Jahrhundert die fränkische Siedlung Lommersdorf. Der Ortsname geht vermutlich zurück auf Chlodmarsdorph (Hlod = fränkisch für Ruhm, mar = fränkisch für berühmt). Das Dorf des Ruhmreichen wurde wohl nach einem berühmten Franken-Krieger benannt, wahrscheinlich dem Gründer der Siedlung. Die Herrschaft Arenberg übernahm Lommersdorf später von den Grafen von Are (ältestes Grafengeschlecht in der Eifel). Lommersdorf wurde Haupt- und Gerichtsort innerhalb des Herzogtums Arenberg.
Lommersdorf war ein traditionsreicher Bergwerksort (Brauneisenerz, aber auch vereinzelte jedoch nicht geschürfte Bleierzvorkommen) und lieferte hochwertiges Erz an die im Herzogtum gelegene Ahr- und Stahlhütte, aber auch z. B. an die Jünkerather oder Müllenborner Hütte. Zur Weiterverarbeitung wurde Roh- oder Stabeisen bis in das heutige Belgien geliefert, darunter in die Lütticher Kanonenfabrik. Dies ergab sich durch die Handelsbeziehungen der Herzöge, die dort ihren Hauptwohnsitz nahmen.
Zur französischen Zeit war Lommersdorf Hauptort der gleichnamigen Mairie im Canton Blankenheim, der zum Arrondissement Prüm im Saardepartement gehörte. Es blieb bis 1969 eine formal selbstständige Gemeinde, zunächst verwaltet von der Bürgermeisterei Lommersdorf, später vom Amt Blankenheim. Zu der ehemaligen Gemeinde und heutigen Gemarkung Lommersdorf gehören einzelne Häuser in Ahrhütte, die Lommersdorfer- oder Dreimühle und die Ansiedlung Neuhof. Zum 1. Juli 1969 wurde Lommersdorf nach Blankenheim eingemeindet.

## Sehenswürdigkeiten und Touristik
Neben einzelnen unter Denkmalschutz stehenden Hofanlagen und Kleindenkmälern findet sich in der Ortsmitte eine romanische Basilika aus dem 12. Jahrhundert, mit den Patronen Philippus und Jakobus.
Lommersdorf wird von der als Rundkurs um den Nationalpark Eifel führenden Eifel-Höhen-Route berührt.

## Verkehr
Die VRS-Buslinie 832 der RVK verbindet den Ort mit Blankenheim, Ahrdorf und Blankenheim-Wald, überwiegend als TaxiBusPlus im Bedarfsverkehr.
| Linie | Verlauf |
| ----- | --- |
| 832   | MiKE (Blankenheim – Ahrdorf, außer im Schülerverkehr): Blankenheim (Wald) Bf – Blankenheimerdorf – Blankenheim Busbf – Blankenheim Rathaus – Reetz – Freilingen – Lommersdorf – Ahrhütte – (Dollendorf –) Uedelhoven – Ahrdorf |

## Vereine
Mehrere Vereine tragen in Lommersdorf zur dörflichen Gemeinschaft bei; neben der Freiwilligen Feuerwehr sind dies unter anderen der Fußballverein TuRa Lommersdorf, die 1952 gegründeten Lommersdorfer Musikanten und der Karnevalsverein K.V. Rut-Wiess von 1958.